# Rewal (gmina)
Rewal – gmina wiejska w województwie zachodniopomorskim, w północnej części powiatu gryfickiego. Jest najmniejszą polską gminą wiejską położoną nad morzem. Siedzibą gminy jest wieś Rewal. 
Decydującymi walorami gminy Rewal jest położenie nad brzegiem morza oraz duże walory
przyrodnicze i krajobrazowe a także dobre skomunikowanie z innymi miejscowościami. Z tego też powodu, najważniejszą gałęzią działalności gospodarczej jest obecnie turystyka.
Z południowo - zachodniej części kraju do gminy Rewal prowadzi droga ekspresowa S3
przechodząca później w drogę krajową nr 3. Z Polski centralnej do gminy wiedzie droga krajowa nr 11, a ze wschodniej droga krajowa nr 6. Przez jej terytorium przebiega 13-sto kilometrowy 8 odcinek drogi wojewódzkiej nr 102 łączący Kołobrzeg z Międzyzdrojami. Podróżujący transportem lotniczym mają do dyspozycji oddalony o 78 km Port Lotniczy Szczecin Goleniów obsługujący połączenia zarówno krajowe jak i zagraniczne.
Gęstość zaludnienia: 83 osoby/km 2 , ludność (pobyt stały i czasowy): 3534 osoby, dane za 2024 rok.
Teren gminy obejmuje 7 miejscowości: Niechorze, Pobierowo, Pogorzelica, Pustkowo, Rewal, Śliwin, Trzęsacz. Wszystkie z nich tworzą sołectwa.

## Geografia

### Położenie
Gmina położona jest na Wybrzeżu Trzebiatowskim w dwukilometrowym pasie nad Morzem Bałtyckim w północnej części powiatu gryfickiego i sąsiaduje z gminami: Karnice (od południa) i Trzebiatów (od południowego wschodu) z powiatu gryfickiego oraz z gminami: Dziwnów (od zachodu) i Świerzno (od południowego zachodu) z powiatu kamieńskiego. Odległość z Rewala do siedziby władz powiatu, Gryfic wynosi ok. 25 km.
W latach 1975–1998 gmina położona była w województwie szczecińskim.

### Powierzchnia
Według danych z 1 stycznia 2014 roku powierzchnia gminy wynosiła 40,65 km². Gmina stanowi 4,0% powierzchni powiatu.
Według danych z roku 2005 gmina Rewal ma obszar 41,13 km², w tym: użytki rolne 34,4%, lasy i grunty leśne 30,3%

### Warunki klimatyczne
Gmina, podobnie jak cały obszar Polski, położona jest w strefie klimatu umiarkowanego. Klimat kształtuje się pod wpływem mas powietrza atlantyckiego, bezpośrednio oddziałuje nań Morze Bałtyckie.
Średnia temperatura roczna powietrza wynosi 8,5 °C, w najcieplejszym miesiącu (lipiec) temperatura wzrasta do 17 °C, natomiast w styczniu spada do 0 °C. Amplituda roczna wynosi 17 °C. Klimatyczna zima trwa stosunkowo krótko – średnio 25 dni z pokrywą śnieżną, natomiast okres bezprzymrozkowy – około 203 dni.
Średnie nasłonecznienie w ciągu dnia wynosi w roku 4,4 godz. Najwyższe wartości osiąga ono w okresie wiosenno–letnim (od maja do sierpnia) – 7,3 godz. Średnia liczba dni pogodnych wynosi 35, natomiast pochmurnych 130.
Wilgotność powietrza kształtuje się pod wpływem morza, co powoduje, iż jej wartość jest podwyższona. Średnia roczna wilgotność względna wynosi 82%. Średnia roczna suma opadów stanowi ok. 625 mm. Najwyższe średnie sumy opadów odnotowuje się w lipcu (75 mm), natomiast najniższe w lutym (30 mm). Średnia roczna liczba dni z burzą wynosi 18.
W pasie nadmorskim dominują wiatry zachodnie i południowo-zachodnie. Jest to obszar bardzo wietrzny, o czym świadczy mały udział cisz atmosferycznych we wszystkich porach roku (5%). Charakterystyczną cechą spowodowaną położeniem nadmorskim gminy jest występowanie wiatrów lokalnych, tzw. bryzy morskiej i lądowej. Wiatry te osiągają prędkość 5 m/s. Są one wywołane dobową różnicą temperatur pomiędzy morzem a lądem.
Na terenie gminy występuje bardzo małe zagrożenie klimatyczne.
Stężenie średnioroczne dwutlenku siarki (SO2) wyniosło w 2005 roku 3,3 ug/m³, natomiast ditlenku azotu (NO2)– 9,8 ug/m³.

### Geologia
Gmina Rewal położona jest na wale pomorskim. Obejmuje północno-wschodnią część antykliny Kamienia Pomorskiego oraz południowo-zachodnią część synkliny Trzebiatowa. Linią graniczną pomiędzy obiema jednostkami tektoniczno-strukturalnymi jest linia Śliwin – Skrobotowo. W podłożu antykliny Kamienia Pomorskiego i synkliny Trzebiatowa, występują odpowiednio: osady węglanowe jury górnej, piaskowce, mułowce, iłowce jury środkowej przechodzące w wapienie, margle i piaskowce jury górnej w okolicach Trzęsacza i Rewala oraz w utwory mioceńskie (Pobierowo – Pustkowo); mułowce kredy dolnej (Śliwin), iłowce i osady węglanowe kredy górnej (Niechorze i Pogorzelica).
Osady czwartorzędowe maja miąższość od 40 do 70 metrów. Zalegają tu także osady zlodowacenia środkowopolskiego (szare i brunatnoszare gliny zwałowe – miąższość od 15 do 30 m, występujące na przemian z warstwami osadów piaszczysto – żwirowych). Wśród osadów plejstoceńskich wyróżnia się piaski, żwiry fluwioglacjalne oraz gliny zwałowe, budujące brzeg klifowy. Przymorska dolina wypełniona jest osadami piaszczystymi, nad nią zalega warstwa osadów organicznych. W wyniku zalegania martwego lodu tworzyły się wytopiska w wyniku czego osadzały się materiały typu jeziornego (piaski i mułki) – okolice jeziora Liwia Łuża.
Do utworów holoceńskich zalicza się: piaski, żwiry, mady rzeczne oraz torfy i namuły występujące w głębi lądu; piaski eoliczne zalegające na wydmach oraz budujące wały, piaski morskie plaży.

### Rzeźba terenu

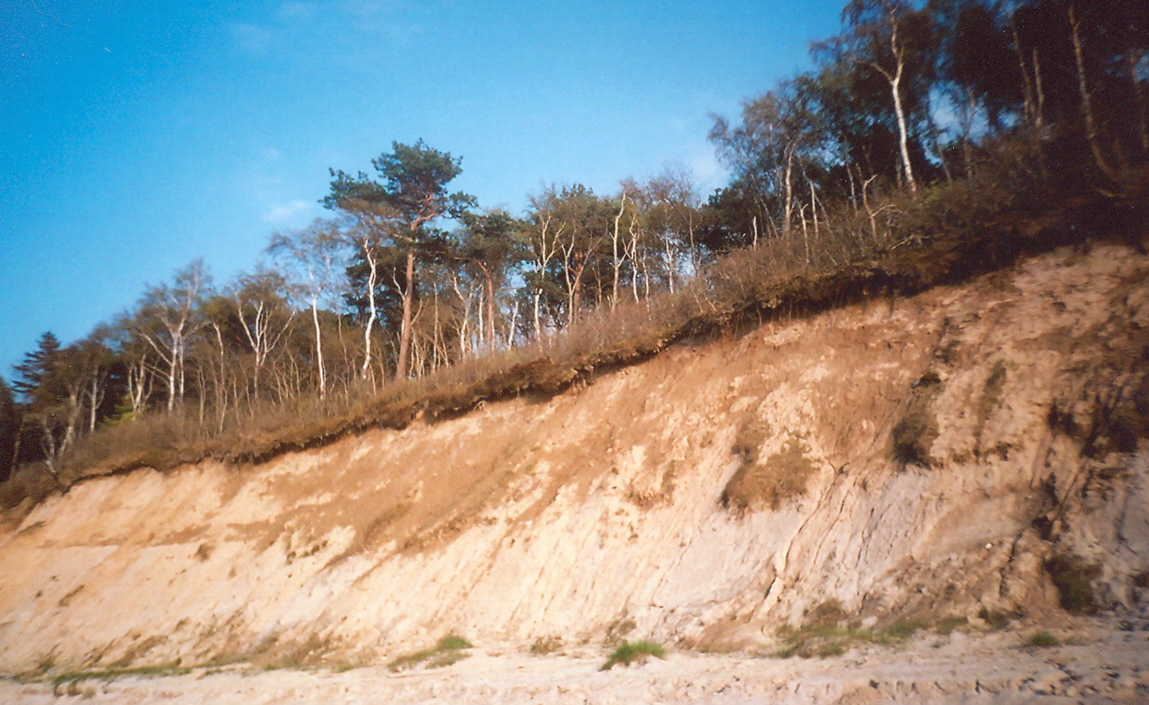
Klif pod Niechorzem

Formy ukształtowania powierzchni ziemi:
- w zachodniej części gminy występują wysoczyzny morenowe płaskie i faliste (wysokość bezwzględna wynosi tam ok. 10 – 15 m n.p.m.; zbudowana ona jest z materiałów gliniastych i piaszczystych; obszary oddalone od morza zajmują wydmy lądowe, paraboliczne – o wysokości do 10 m);
- w centralnej i wschodniej części terenu znajdują się: wydmy nadmorskie rozciągające się od Pogorzelicy ku wschodniej części gminy Rewal (wydmy wałowe osiągają tu wysokość do 10 m n.p.m.), plaże oraz mierzeja Liwki (o szerokości 400 – 1200 m i wysokości 1–4 m n.p.m.), która oddziela jezioro Liwia Łuża (jezioro przybrzeżne) od Morza Bałtyckiego;
- w głębi lądu położone są dna ważniejszych dolin marginalnych oraz pradolin Redy – Łaby i Pomorskiej; ich szerokość wynosi 3 km, dno ma płaski kształt i jest zatorfione, teren zaś odwadniają rowy odprowadzające wodę do jeziora Liwia Łuża;
- w zachodniej części wybrzeża występują: klif (o maksymalnej wysokości 20 m n.p.m., na klifie rozpościera się obszar wydm porośniętych lasem sosnowym) oraz plaże.

### Stosunki wodne

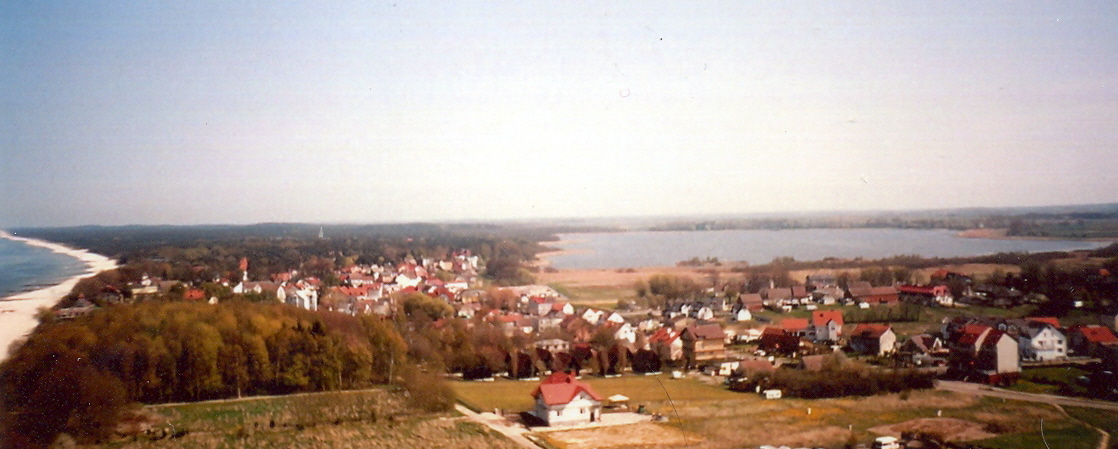
Jezioro Liwia Łuża z latarni morskiej w Niechorzu

Wody powierzchniowe gminy Rewal stanowią ok. 6% ogólnej powierzchni terenu (2,44 km²). Prawie cały obszar gminy znajduje się w zlewni przymorskiej, w której skład wchodzą 3 mniejsze zlewnie cząstkowe (zlewnia jeziora Liwia Łuża i Liwki, wybrzeże od Dziwny do zlewni Liwki i od niej do zlewni Regi). Granicą jego jest dział wodny przebiegający po wyniosłościach wydm. W części zachodniej i wschodniej znajdują się niewielkie obszary, należące do innych zlewni, odpowiednio: do zlewni Dziwny oraz Regi.
W obrębie gminy znajduje się jezioro Liwia Łuża. Jego powierzchnia wynosi około 251 ha. Poziom wody w jeziorze wynosi około 0,4 – 0,5 m. Jest to zbiornik eutroficzny, otoczony szuwarami i w około 20% porośnięty roślinnością. Ze względu na okresowe zasolenie wód jeziora i zrzut wód z oczyszczalni ścieków w Pobierowie mamy do czynienia ze sporym zanieczyszczeniem i skłonnością do degradacji. Zbiornik ten jest własnością Agencji Nieruchomości Rolnych (Oddział Terenowy w Szczecinie). Na wschód od jeziora (ok. 1,5 km) znajduje się Bagno Pogorzelickie, które jest częścią ostoi ptaków. Z jeziora wypływa kanał Liwia Łuża, zanikający na plaży, okresowo zalewany przez Bałtyk. Do Liwii Łuży dopływa Kanał Lądkowski, który odprowadza wody z okolicznych terenów. Do sztucznych cieków należy ponadto Kanał Konarzewski. W gminie brak cieków naturalnych.
Geologia obszaru nie sprzyja występowaniu głębinowych wód podziemnych dobrej jakości. Płytko zalegające skały mezozoiczne z licznymi uskokami powodują napływ wód mocno zasolonych, co oddziałuje hydraulicznie na warstwy wodonośne czwartorzędu. W okolicach Niechorza występuje ujęcie kredowych wód mineralizowanych – jony magnezu, sodu, jodu, fluoru, bromu, żelaza. Są to wody o podwyższonej mineralizacji. W Pobierowie i Trzęsaczu znajdują się jurajskie ujęcia, których woda po przebadaniu i analizie może być użyta do przyrodolecznictwa. W niektórych miejscach na terenie gminy wody podziemne mogą mieć wysokie stężenie chlorków, spowodowane ingerencją słonych wód Morza Bałtyckiego.
Przybrzeżne wody morskie, przylegające do gminy Rewal badane są corocznie w okresie wiosenno–letnim przez Wojewódzką Stację Sanitarno–Epidemiologiczną w Szczecinie.

### Układ osadniczy
W obrębie gminy Rewal położonych jest siedem osad typu wiejskiego. Są to: Pobierowo (976 mieszkańców), Pustkowo (123), Trzęsacz (89), Rewal (893), Niechorze (909), Pogorzelica (109) oraz Śliwin (224). Pierwsze sześć wsi to wielodrożnice. Są to miejscowości typowo turystyczne, praktycznie brak w nich zabudowań typowo rolniczych. Budynki są niskie i najczęściej jednorodzinne. Cechą charakterystyczną jest duża liczba zabudowań związanych z obsługą turystów. Natomiast Śliwin jest ulicówką. Osada ta jest w większym stopniu wsią rolniczą i bardziej nastawioną na agroturystykę. Zabudowa tam jest niska, jednorodzinna.
Wszystkie miejscowości, prócz Śliwina położone są bezpośrednio nad Morzem Bałtyckim, zaś Śliwin zlokalizowany jest o ok. 1 km od Rewala w głąb lądu.

## Przyroda

### Flora

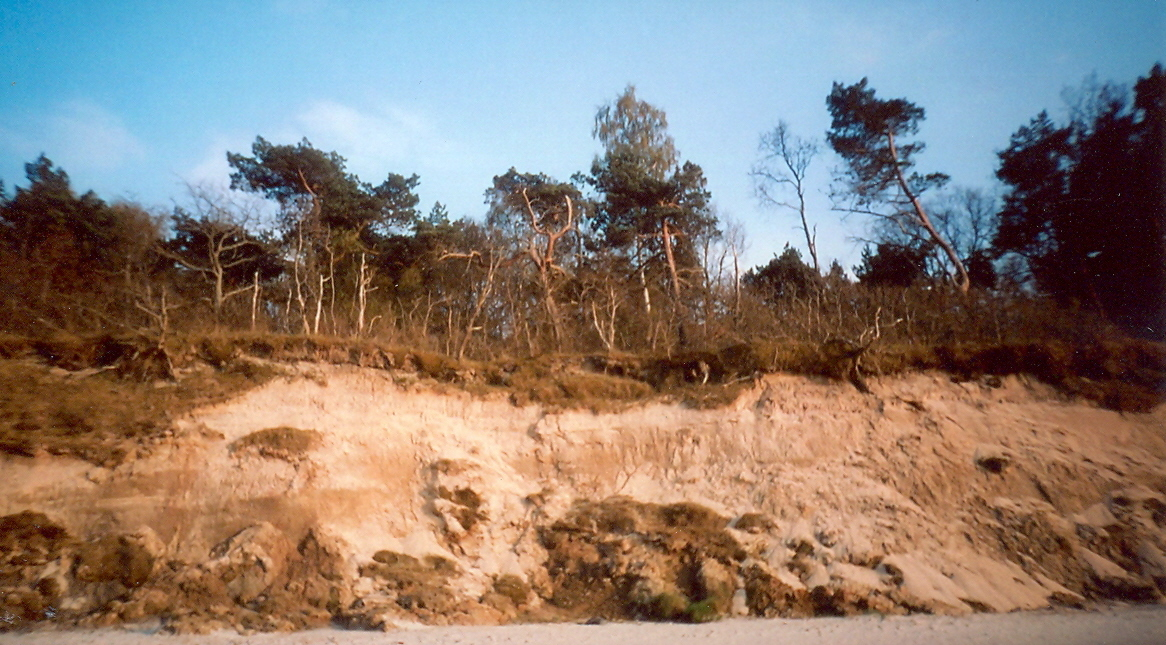
Niechorze – lasy na klifie

Na terenie gminy Rewal występują lasy Skarbu Państwa administrowane przez Nadleśnictwo Gryfice oraz Urząd Morski w Szczecinie. Nieznaczną część stanowią lasy prywatne – 19 ha. Lasy Państwowe administrują na powierzchni 1040,25 ha. Drzewostany tworzą głównie: sosna, ale także dąb, brzoza, modrzew i świerk.
Oprócz lasów występują także zadrzewienia na terenach nieleśnych. Do ważniejszych skupień drzew poza obszarami lasu należą:
- aleja kasztanowców w Trzęsaczu;
- aleja lipowa i klonowa w Rewalu;
- parki w Trzęsaczu;
- drzewostany cmentarzy.

Natomiast na klifie, na terenie należącym do Urzędu Morskiego 40,7% stanowi bór świeży; 27,8% – bór suchy; 15% – bór mieszany świeży; 11,5% – las mieszany świeży; 2,7% – las świeży; 1,3% – las mieszany wilgotny; 1% – bór wilgotny. Głównym gatunkiem tam występującym jest również sosna, która zajmuje 336,71 ha (81,7%), pozostałe gatunki to dąb – 7,82 ha (2,1%), brzoza – 5,52 ha (1,5%) oraz jesion – 2,68 ha (0,8%). Przeważa tu głównie drzewostan w wieku 31–50 lat.
Prócz drzew występują tu m.in. następujące rośliny: rokitnik zwyczajny (na klifie), przelot pospolity, lnica wonna – u podnóża klifu, wydmuchrzyca piaskowa, róża polna, głóg jednoszyjkowy, leszczyna, wiśnia ptasia, bez czarny, koniczyna łąkowa, groszek żółty, kostrzewa łąkowa, bylica polna.

### Ochrona przyrody
Gmina Rewal jest specyficznym obszarem, ponieważ prócz miejscowości cała należy do Trzebiatowsko–Kołobrzeskiego Pasa Nadmorskiego objętego programem Natura 2000. Znajduje się tam rezerwat ornitologiczny pod nazwą „Jezioro Liwia Łuża”. W pasie przyjeziornym gniazdują takie ptaki jak: łabędź niemy, perkoz dwuczuby, gęgawa, błotniak stawowy, mewa srebrzysta, śmieszka, srokosz, żuraw, wąsatka, krwawodziób, rybitwa zwyczajna.
Ponadto w czasie wędrówek pojawiają się: gęś zbożowa, gęś białoczelna, świstun, rożeniec, krakwa.
Oprócz tego chronionego obszaru, leży tam również zabytkowy park przy pałacu w Trzęsaczu, zajmujący powierzchnię 5 ha, wpisany w rejestr zabytków. Występuje tam także wiele pomników przyrody. W Rewalu są to: ostrokrzew kolczasty (jeden z dwóch w Europie okazów rosnących w formie drzewa – wysokość 5,5 m) oraz jesion wyniosły o wysokości 24 m; w Pustkowie: dąb szypułkowy (wysokość 21 m) i dwa wiązy szypułkowe (wysokość 26 m); w Trzęsaczu: pięć lip drobnolistnych (wysokość 19 m).
Na terenie gminy zlokalizowane są ponadto zespoły krajobrazowo-przyrodnicze:
- Trzęsacz – część podlegającego abrazji klifu, z plażą, ruinami kościoła i cmentarzem doń przylegającym;
- Niechorze – linia brzegowa oraz fragment wysoczyzny do drogi Śliwn – Niechorze;
- Kanał Liwka – należą do niego Kanał Liwka, pas nadbrzeżny po obu stronach kanału oraz plaża z odcinkiem wałów wydmowych;
- Bielikowe Wydmy – kilka pagórków wydm śródlądowych leżących w kompleksie leśnym „Liwski Las”;
- Dolina dopływu Regi – obszar podmokły w okolicach zarastającego jezioro Konarzewo. Jest to ostoja ptactwa wodno–błotnego.

## Historia
Duży napływ turystów rozpoczął się w 1896 roku, kiedy otwarto kolej wąskotorową. Turystyka na tych terenach rozwijała się dynamicznie na początku XX wieku oraz w okresie międzywojennym.
Po II wojnie światowej obszar gminy należy do Polski i jest częścią gminy Karnice. W 1973 roku powstaje gmina Rewal, której granice, pomimo zmian podziału administracyjnego Polski, są takie same do dziś.

## Administracja i samorząd
W 2016 r. wykonane wydatki budżetu gminy wynosiły 65,2 mln zł, a dochody budżetu 78 mln zł. Zobowiązania samorządu (dług publiczny) według stanu na koniec 2016 r. wynosiły 116,8 mln zł, co stanowiło 149,7% poziomu dochodów (drugi poziom zadłużenia po gminie Ostrowice). Zadłużenie gminy na koniec września 2016 wynosiło blisko 133,7 mln zł. W 2016 r. gmina zawnioskowała do Ministerstwa Finansów o udzielenie pożyczki z budżetu państwa w wysokości blisko 102 mln zł, co zostało rozpatrzone pozytywnie.
W 2013 r. dochody budżetu gminy wynosiły 13 828,02 zł na 1 mieszkańca, co było stawiało je na 2. miejscu w województwie.
Gmina Rewal jest stowarzyszona w:
- Celowym Związku Gmin R-XXI[12],
- Stowarzyszeniu Gmin Polskich Euroregionu Pomerania[13],
- Stowarzyszeniu Kołobrzeska Grupa Rybacka[14],
- Związku Miast i Gmin Morskich[15].

W latach 2011–2013 gmina była również członkiem Stowarzyszenia Lokalna Grupa Rybacka Morza i Zalewu.
6 maja 2011 Rada Gminy Rewal podjęła uchwałę o nawiązaniu współpracy samorządowej z grecką gminą Pangajon (Kawala, Macedonia Wschodnia i Tracja).
Gmina Rewal jest obszarem właściwości Sądu Rejonowego w Gryficach i Sądu Okręgowego w Szczecinie. Gmina (właśc. powiat gryficki) jest obszarem właściwości miejscowej Samorządowego Kolegium Odwoławczego w Szczecinie.
Mieszkańcy gminy Rewal razem z mieszkańcami gminy Trzebiatów wybierają 6 radnych do Rady Powiatu Gryfickiego, a radnych do Sejmiku Województwa Zachodniopomorskiego w okręgu nr 2. Posłów na sejm wybierają z okręgu wyborczego nr 41, senatora z okręgu nr 98, a posłów do Parlamentu Europejskiego z okręgu nr 13.

## Demografia

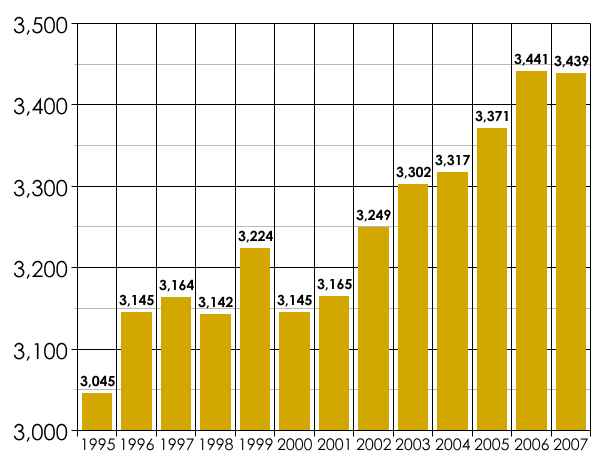
Zmiany liczby ludności w gminie Rewal w latach 1995–2007 (zakres od 3 tys.)

Mieszkańcy gminy stanowią 5,5% ludności powiatu. W ciągu sześciu lat liczba mieszkańców zwiększyła się o 138 osób. Jedynie w latach 2000 i 2001 odnotowano niewielki spadek.
Struktura płci i wieku gminy Rewal (według GUS, 31 XII 2006) (kryterium ekonomiczne) przedstawia się następująco:
| Opis                                | Ogółem | Ogółem | Mężczyźni | Mężczyźni | Kobiety | Kobiety |
| ----------------------------------- | ------ | ------ | --------- | --------- | ------- | ------- |
| jednostka                           | osób   | %      | osób      | %         | osób    | %       |
| populacja                           | 3.414  | 100    | 1.667     | 48,8      | 1.747   | 51,2    |
| wiek przedprodukcyjny (0 – 17 lat)  | 656    | 19,2   | 339       | 9,9       | 317     | 9,3     |
| wiek produkcyjny (18 – 65 lat)      | 2.277  | 66,7   | 1.186     | 34,7      | 1.091   | 32,0    |
| wiek poprodukcyjny (powyżej 65 lat) | 481    | 14,1   | 142       | 4,2       | 339     | 9,9     |

Największą grupę wiekową stanowią mieszkańcy w przedziale wiekowym 18 – 60 (kobiety), 18 – 65 (mężczyźni).

Piramida wieku społeczeństwa gminy Rewal charakteryzuje się:
- wysokim udziałem ludności w wieku 20 – 54 lat (ponad 54% w roku 2004);
- niskim udziałem średnich roczników wieku produkcyjnego (wpływ niżu demograficznego lat 60.);
- wysokim udziałem ludności w wieku 50 – 59 lat (wpływ wyżu kompensacyjnego);
- nadwyżką liczby mężczyzn w wieku przedprodukcyjnym (maskulinizacja).

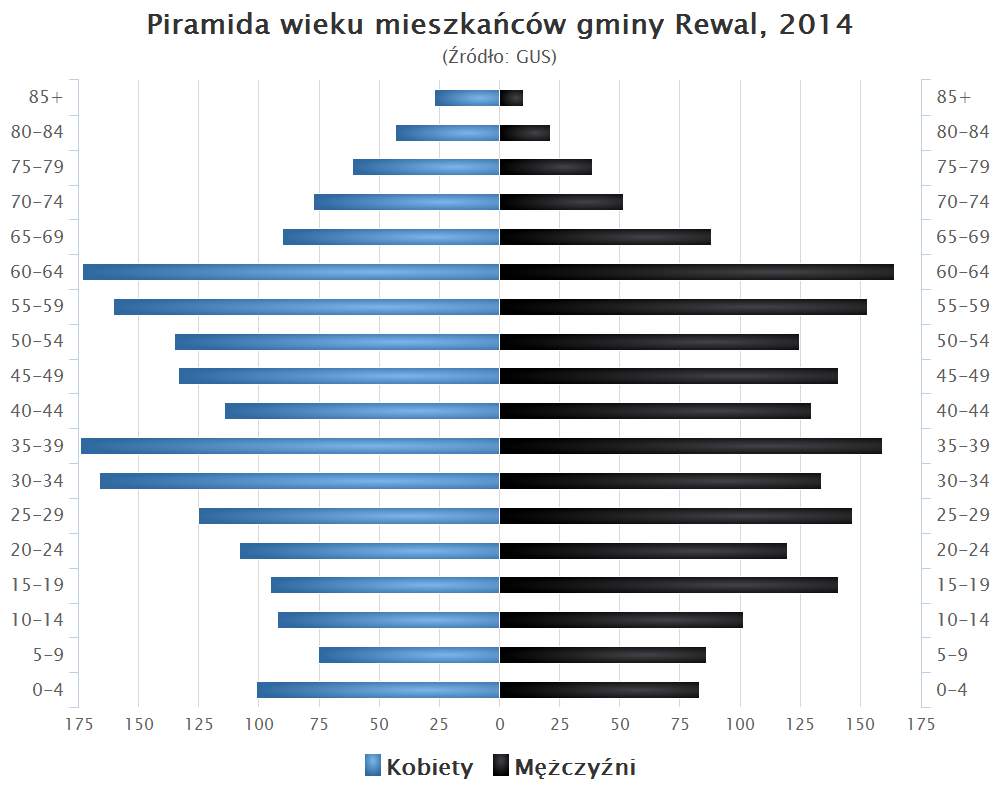
Piramida wieku mieszkańców gminy Rewal w 2014 roku

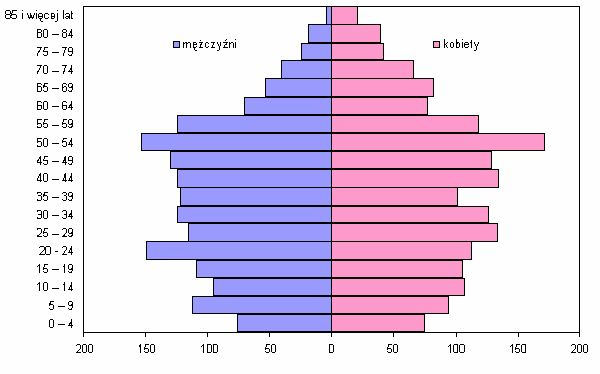
Struktura ludności gminy Rewal według płci i wieku w 2005 roku (stan na dzień 31 grudnia)

| Rok  | Liczba ludności |
| ---- | --------------- |
| 1995 | 3.045           |
| 1996 | 3.145           |
| 1997 | 3.164           |
| 1998 | 3.142           |
| 1999 | 3.224           |
| 2000 | 3.145           |
| 2001 | 3.165           |
| 2002 | 3.249           |
| 2003 | 3.302           |
| 2004 | 3.317           |
| 2005 | 3.371           |
| 2006 | 3.441           |
| 2007 | 3.439           |

## Gospodarka

### Rybołówstwo i rolnictwo
| Rodzaj użytków rolnych | Powierzchnia |
| ---------------------- | ------------ |
| Grunty orne            | 751 ha       |
| Sady                   | 4 ha         |
| Łąki                   | 471 ha       |
| Pastwiska              | 141 ha       |
| Σ                      | 1367 ha      |

Rybołówstwo rozwija się w Rewalu i Niechorzu przy zlokalizowanych tam przystaniach rybackich.

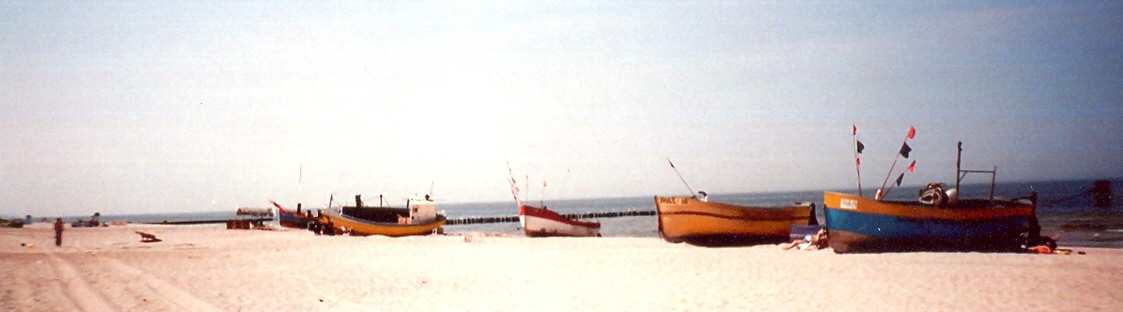
Rewal – plaża rybacka

### Przemysł i budownictwo
Ze względu na położenie w pasie nadmorskim, zabroniona jest tam jakakolwiek działalność przemysłowa (prócz podstawowego przemysłu spożywczego). Zatrudnionych w przemyśle i budownictwie w 2004 roku były 732 osoby (stan z dn. 31 grudnia). W budownictwie widoczny jest wzrost zatrudnienia w okresie wiosennym, z powodu prowadzonych prac budowlanych związanych z przygotowaniami obiektów turystycznych do zbliżającego się sezonu.

### Usługi
Oprócz podstawowych usług, tj. sklepy ogólnospożywcze, tekstylne, zakłady fryzjerskie, handel związany z pamiątkami oraz akcesoriami plażowymi, a także zakłady gastronomiczne otwierane w większości jedynie w trakcie sezonu letniego.
W gminie czynne są 3 placówki Poczty Polskiej (Niechorze, Pobierowo, Rewal) i punkt obsługi przesyłek InPost w Niechorzu.

## Infrastruktura techniczna
| Miejscowość | Liczba abonentów |
| ----------- | ---------------- |
| Pobierowo   | 589              |
| Pustkowo    | 65               |
| Trzęsacz    | 47               |
| Śliwin      | 100              |
| Niechorze   | 402              |
| Pogorzelica | 137              |
| Rewal       | 436              |
| Σ           | 1780             |

Sieć telekomunikacyjna pokrywa wszystkie wsie gminy (31.12.2003). Liczba abonentów korzystających z usług telekomunikacyjnych jest wysoka i wynosi 536 na 1000 mieszkańców. Obszar całej gminy objęty jest zasięgiem wszystkich operatorów telefonii komórkowej.

Energia elektryczna dla zwykłych odbiorców jest dostarczana drogą nadziemną. Głównym źródłem ciepła w gminie jest gaz ziemny. Dostęp do niego mają wszystkie miejscowości, długość gazociągów wynosi 68,2 km.

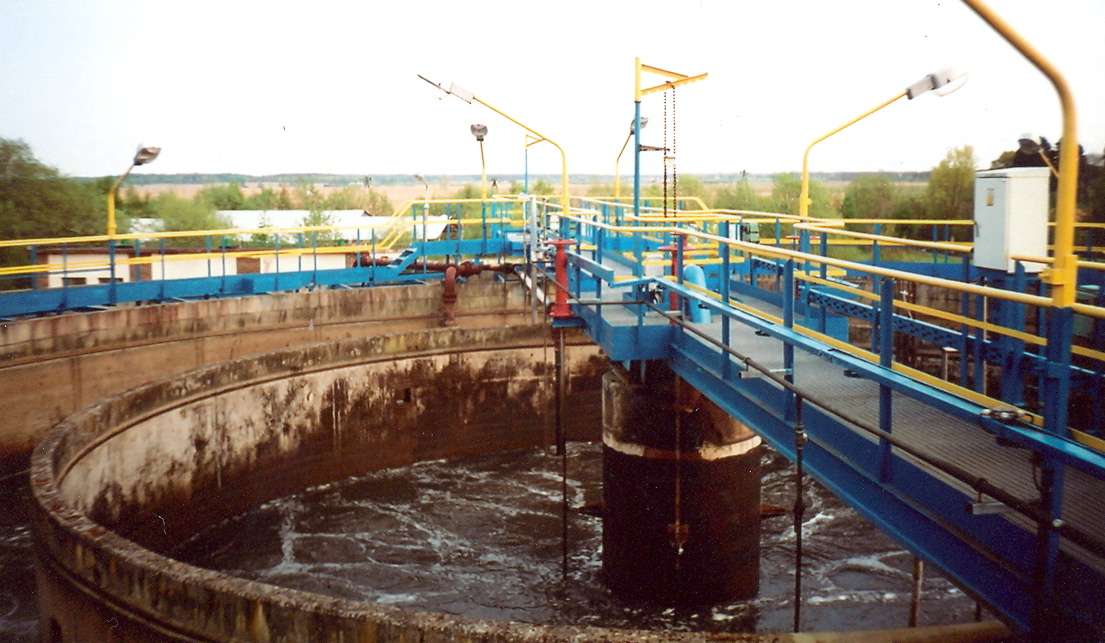
Pobierowo – oczyszczalnia ścieków

Gmina produkuje 880 ton odpadów rocznie. Obecnie usuwaniem odpadów zajmują się przystosowane do tego firmy. Zostają one wywożone poza teren gminy. W roku 2002 gmina Rewal przystąpiła do Celowego Związku Gmin R-XXI, którego celem jest minimalizacja ilości odpadów wytwarzanych w sektorze komunalnym oraz wdrożenie nowoczesnego systemu ich odzysku i unieszkodliwiania, spełniającego standardy Unii Europejskiej. W ramach CZG R-XXI budowany jest Regionalny Zakład Zagospodarowania Odpadów w Słajsinie.
Miejscowości gminy Rewal zaopatrywane są w wodę pochodzącą z gminnej sieci wodociągowej. Cała gmina objęta jest siecią wodociągową o długości 55,7 km.
Gmina Rewal w całości pokryta jest przez sieć kanalizacyjną. Ilość powstających ścieków waha się od 1500 m³ do 9000 m³ w sezonie letnim. Oczyszczane są one przez biologiczną oczyszczalnię ścieków w Pobierowie. Dziennie oczyszczalnia oczyszcza 12 500 m³ ścieków.

## Transport

### Drogi
Na obszarze gminy znajdują się następujące szlaki komunikacyjne: drogi gminne, drogi powiatowe, droga wojewódzka oraz linia kolei wąskotorowej. Ogólna długość sieci drogowej w gminie Rewal wynosi 82 km, w tym dróg gminnych – 56 km, zaś powiatowych 13 km. Przez jej terytorium przebiega fragment drogi wojewódzkiej nr 102 (Międzyzdroje – Kołobrzeg) o długości 13 km. Gęstość dróg równa jest 229,3 km na 100 km².

### Kolej
Rewal uzyskał połączenie kolejowe w 1896 roku po wybudowaniu kolei wąskotorowej z Gryfic Wąsk. do Niechorza o początkowej szerokości 750 mm, zmienionej w 1900 roku na 1000 mm. W 1913 roku linię przedłużono do Trzebiatowa Wąsk. łącząc ją ze wschodnią linią z Gryfic Wąsk. przez Brojce. W 1991 i 1996 roku zamknięto wschodnią linię, a w 1999 roku fragment zachodniej z Pogorzelicy Gryf. do Trzebiatowa Wąsk. Linia z Gryfic Wąskotorowych do Pogorzelicy Gryfickiej jest obecnie jedyną czynną linią kolei wąskotorowej w województwie. Obecnie w gminie czynnych jest 5 stacji: Trzęsacz, Rewal, Śliwin, Niechorze i Pogorzelica.

## Turystyka
Przez gminę przebiegają 3 szlaki turystyczne:
- Szlak Nadmorski im. Czesława Piskorskiego (Europejski Szlak Dalekobieżny E-9) (11,9 km[25]) przebiega przez całe wybrzeże Pomorza Zachodniego, w gminie przez: Pobierowo, Pustkowo, Trzęsacz, Rewal, Niechorze;
- Szlak Pobrzeża Rewalskiego (12,8 km) przebiega przez: Pobierowo, Gostyń, Dreżewo, Trzęsacz;
- Szlak Liwiej Łuży (9,8 km) przebiega przez Niechorze, Pogorzelica, Skalno, Liwia Łuża, Niechorze

### Zabytki
Do rejestru zabytków, które zostały objęte ochroną prawną należą:
- Latarnia Morska Niechorze z 1866 roku
- ruiny kościoła w Trzęsaczu z przełomu XIV/XV wieku
- rybacka zabudowa na rynku w Niechorzu – pochodzi ona z XVIII–XIX wieku
- neogotycki kościół z drugiej połowy XIX wieku w Trzęsaczu
- zespół pałacowo–folwarczny w Trzęsaczu – budowla datowana jest na XVIII–XIX wiek
- stanowisko archeologiczne w Śliwinie – grodzisko z wczesnego średniowiecza, a także punkt ze starożytności oraz okresu wpływów rzymskich.
- Nadmorska Kolej Wąskotorowa

### Muzeum

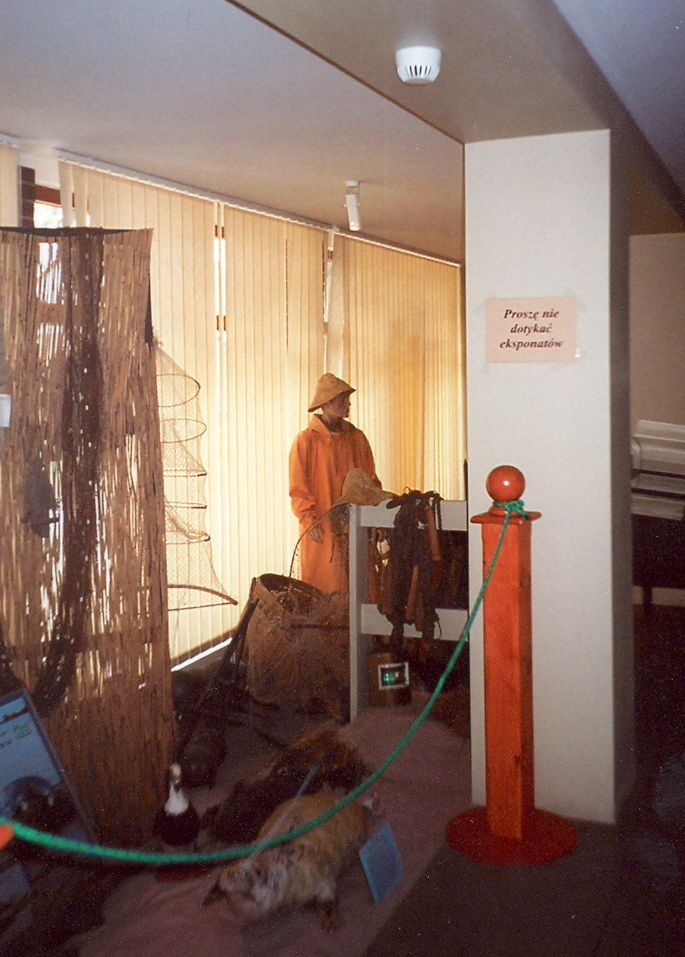
Niechorze – wnętrze Muzeum Rybołówstwa Morskiego

W gminie funkcjonuje także Muzeum Rybołówstwa Morskiego w Niechorzu. Ekspozycję otwarto w czerwcu 1994 roku. Jest ona prezentowana w trzech niewielkich salach oraz w plenerze. Wystawa ukazuje specyfikę zawodu rybaka oraz interesujący wycinek kultury pomorskiej. W plenerze prezentowana jest wystawa łodzi rybackich, które przekazali jako dar sami rybacy.

### Baza noclegowa
W gminie funkcjonowało w 2005 roku:
- 1 hotel (kategoria **) całoroczny, 300 miejsc noclegowych, korzystających 7835 osób (w tym 2717 z zagranicy);
- 3 pensjonaty, 126 miejsc noclegowych, 2316 korzystających (w tym 544 z zagranicy);
- 1 schronisko młodzieżowe, 134 miejsc noclegowych, 2426 turystów (w tym 22 z zagranicy);
- 43 ośrodki wczasowe (w tym 14 całorocznych), 6471 miejsc noclegowych (w tym 2783 całoroczne), korzystających 50 676 (w tym 7568 z zagranicy);
- 6 ośrodków kolonijnych, 1305 miejsc noclegowych, 4799 korzystających (w tym 7 z zagranicy);
- 7 ośrodków szkoleniowo-wypoczynkowych (w tym 4 całoroczne), 1032 miejsc noclegowych (w tym 578 całorocznych), korzystających 12 086 (w tym 145 z zagranicy);
- 2 kempingi, 536 miejsc noclegowych, 1368 korzystających (w tym 790 z zagranicy);
- 3 pola biwakowe, 223 miejsc noclegowych, 1328 korzystających (w tym 35 z zagranicy);
- 6 zespołów ogólnodostępnych domków turystycznych, 410 miejsc noclegowych, 1389 korzystających (w tym 29 z zagranicy);
- 9 obiektów pozostałych (w tym 1 obiekt hotelowy całoroczny), 274 miejsc noclegowych, 975 korzystających (w tym 213 z zagranicy).

## Opieka zdrowotna i społeczna
Na terenie gminy Rewal zlokalizowane są trzy ośrodki zdrowia (Rewal, Pobierowo, Niechorze), które świadczą podstawowe usługi medyczne. Oprócz tego funkcjonują również gabinety prywatne. W sezonie turystycznym ze względu na wzmożony ruch odwiedzających gminę, ośrodki zatrudniają dodatkowych specjalistów oraz do ich dyspozycji jest karetka.
Opiekę społeczną zapewnia znajdujący się w gminie Gminny Ośrodek Pomocy Społecznej, przy którym działa Gminna Komisja Rozwiązywania Problemów Alkoholowych. Ogólnie w tych dwóch instytucjach zatrudnionych jest 24 osób. W 2003 roku opieką społeczną objętych było 400 osób, a ponadto pomocy socjalnej udzielono 189 osobom.

## Oświata

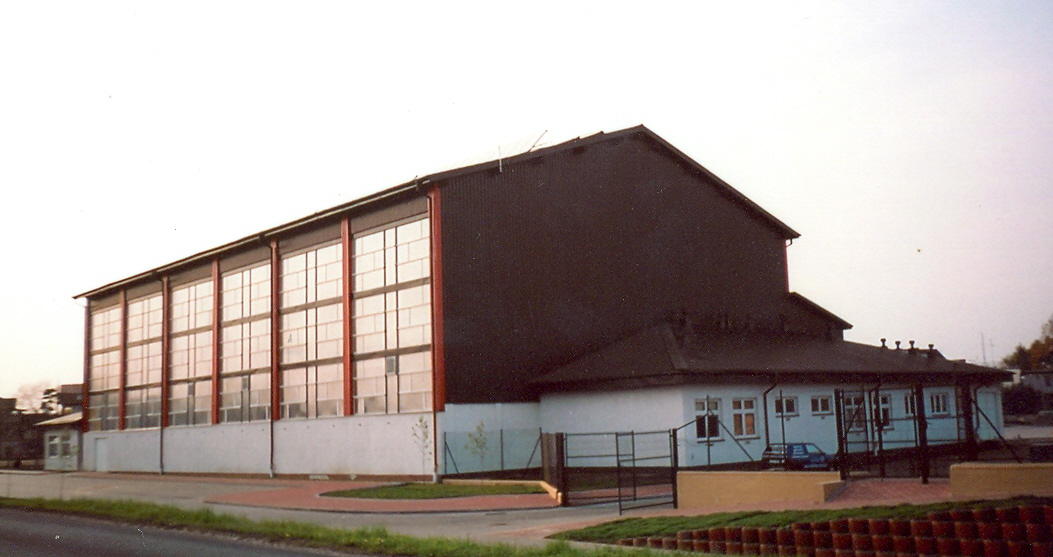
Rewal – hala sportowo-widowiskowa przy Zespole Szkół Sportowych

Wychowanie przedszkolne zapewniają tam 3 przedszkola samorządowe (Niechorze – 40 dzieci, Rewal – 45, Pobierowo – 42; rok szkolny 2003/2004) oraz przedszkole prowadzone przez siostry służebniczki w Niechorzu (15 dzieci). W gminie Rewal działają 3 szkoły podstawowe (Rewal – 102 uczniów, Niechorze – 90, Pobierowo – 67; rok szkolny 2003/2004) oraz dwa gimnazja publiczne (Pobierowo – 40 uczniów, Rewal – 140; rok szkolny 2003/2004). Wykształcenie średnie zapewnia liceum ogólnokształcące mieszczące się w miejscowości Rewal. Kadra nauczycielska liczy 67 osób. Szkoła podstawowa i gimnazjum w Pobierowie funkcjonuje w ramach Zespołu Szkół Ogólnokształcących – Centrum Edukacyjnego archidiecezji szczecińsko–kamieńskiej. Gimnazjum, szkoła podstawowa i przedszkole w Rewalu działa w ramach Zespołu Szkół Sportowych w Rewalu.

## Bezpieczeństwo

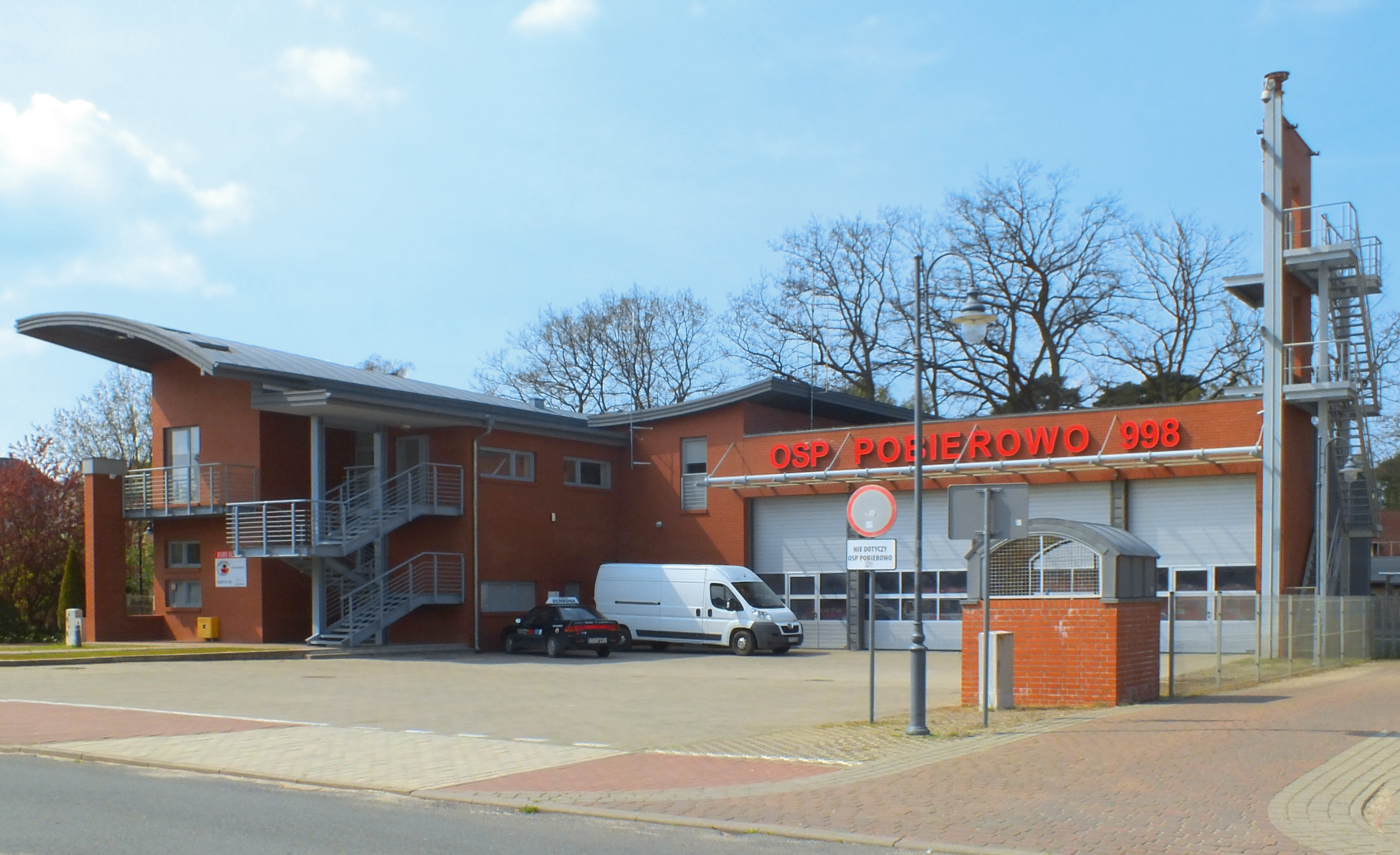
Remiza OSP w Pobierowie

W Rewalu usytuowany jest posterunek Powiatowej Komendy Policji w Gryficach. Obejmuje on swym działaniem gminę Rewal oraz gminę Karnice.
Na obszarze gminy funkcjonuje ponadto straż gminna, która została powołana w 1996 roku. Jej siedziba mieści się obok posterunku policji w Rewalu. Straż gminna spełnia takie zadania, jak np. ochrona spokoju i porządku publicznego, kontrola ruchu drogowego, zabezpieczanie miejsca przestępstwa, ochrona porządku podczas zgromadzeń oraz imprez publicznych.
W gminie jest także Ochotnicza Straż Pożarna, w której skład wchodzą placówki w Niechorzu i Pobierowie. Liczą one około 50 czynnych strażaków oraz ratowników (w tym płetwonurków). Jej podstawowymi celami jest gaszenie pożarów, walka z żywiołami oraz ratownictwo medyczne, ekologiczne, chemiczne oraz technologiczne. Jednostka w Niechorzu posiada:
- średni samochód ratowniczo-drogowy;
- ciężki samochód gaśniczo-ratowniczy;
- łódź motorowa z przyczepą;
- samochód terenowy do ratownictwa wodnego;
- sprzęt do bezpośredniego ratowania ludzi;
- sprzęt do nurkowania.

W posiadaniu jednostki w Pobierowie znajdują się:
- średni samochód ratowniczo-drogowy;
- ciężki samochód gaśniczo–ratowniczy;
- lekki samochód ratowniczo-drogowy;
- sprzęt do bezpośredniego ratowania ludzi.

Zlokalizowana w gminie jest również Graniczna Placówka Kontrolna Straży Granicznej w Rewalu. Prowadzi ona swoją działalność na terenie wszystkich gmin powiatu gryfickiego oraz w gminach: Świerzno i Dziwnów należących do powiatu kamieńskiego. W placówce zatrudnionych jest 36 funkcjonariuszy. Obsługują oni dwa przejścia graniczne położone poza granicami gminy Rewal: w Dziwnowie oraz Mrzeżynie.
W okresie letnim działa ratownictwo morskie. Około 80 ratowników zapewnia bezpieczeństwo na 6 kąpieliskach strzeżonych (o łącznej długości ok. 2000 m). Ochroną turystów na tychże kąpieliskach zajmują się wynajęte, specjalistyczne firmy ratownicze, wyposażone w profesjonalny sprzęt.

## Kultura i sport

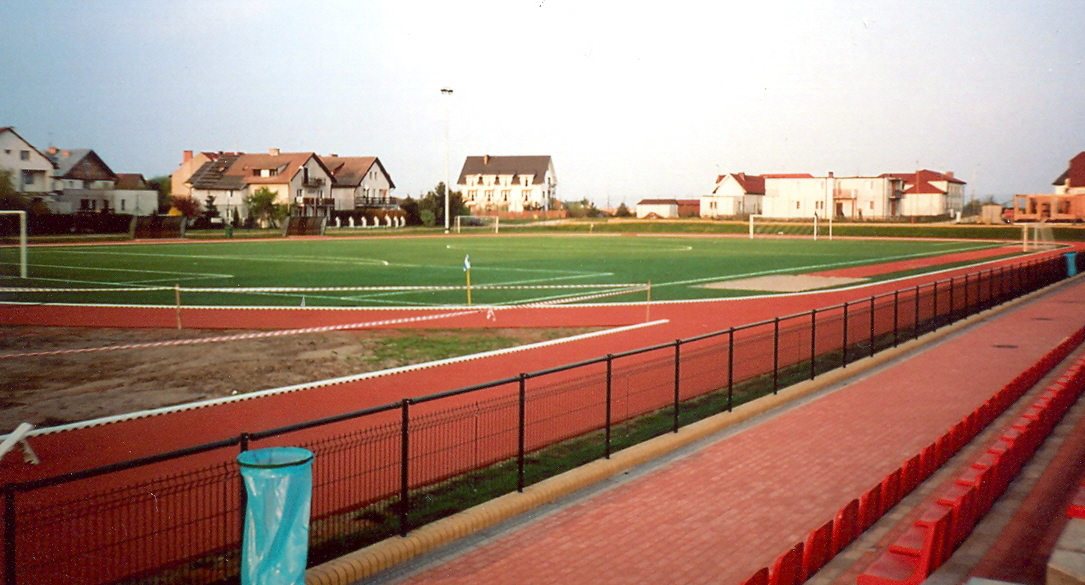
Rewal – stadion sportowy

W ramach kultury w gminie istnieją takie instytucje; jak: kino w Pobierowie oraz trzy biblioteki działające przy szkołach podstawowych.
W Rewalu znajduje się duża hala sportowo-widowiskowa o olimpijskich rozmiarach parkietu oraz przylegające do niej boisko wraz z bieżnią. Oprócz tego znajdują się tam korty tenisowe. Ponadto przy każdej ze szkół znajduje się boisko sportowe oraz sale gimnastyczne. W gminie prowadzi działalność Ludowy Klub Sportowy „Wybrzeże Rewalskie Rewal”, występujący obecnie (sezon 2006/2007) w grupie zachodniopomorskiej IV ligi.

### Stowarzyszenia
Na obszarze gminy działa również kilka stowarzyszeń:
- Stowarzyszenie Miłośników Rybołówstwa Morskiego,
- Związek Emerytów, Rencistów i Inwalidów,
- Stowarzyszenie Śpiewacze "Amber Singers",
- Rewalska Organizacja Turystyczna,
- Stowarzyszenie Miłośników Latarń Morskich,
- Stowarzyszenie "Aktywni Kulturalnie"

## Ciekawostki
- Podczas II tury wyborów prezydenckich w Polsce w 2010 roku w Gminie Rewal odnotowano największą frekwencję w kraju – 90,03%. Mieszkańcy tej Gminy oraz turyści posiadający zaświadczenia do głosowania oddali łącznie 11.543 głosów, z czego 61 uznano za nieważne[27].
- 9 oraz 10 lipca 2010 roku w Rewalu gościła kamera programu Kawa czy herbata? emitowanego na żywo na kanale TVP1[28].

## Galeria

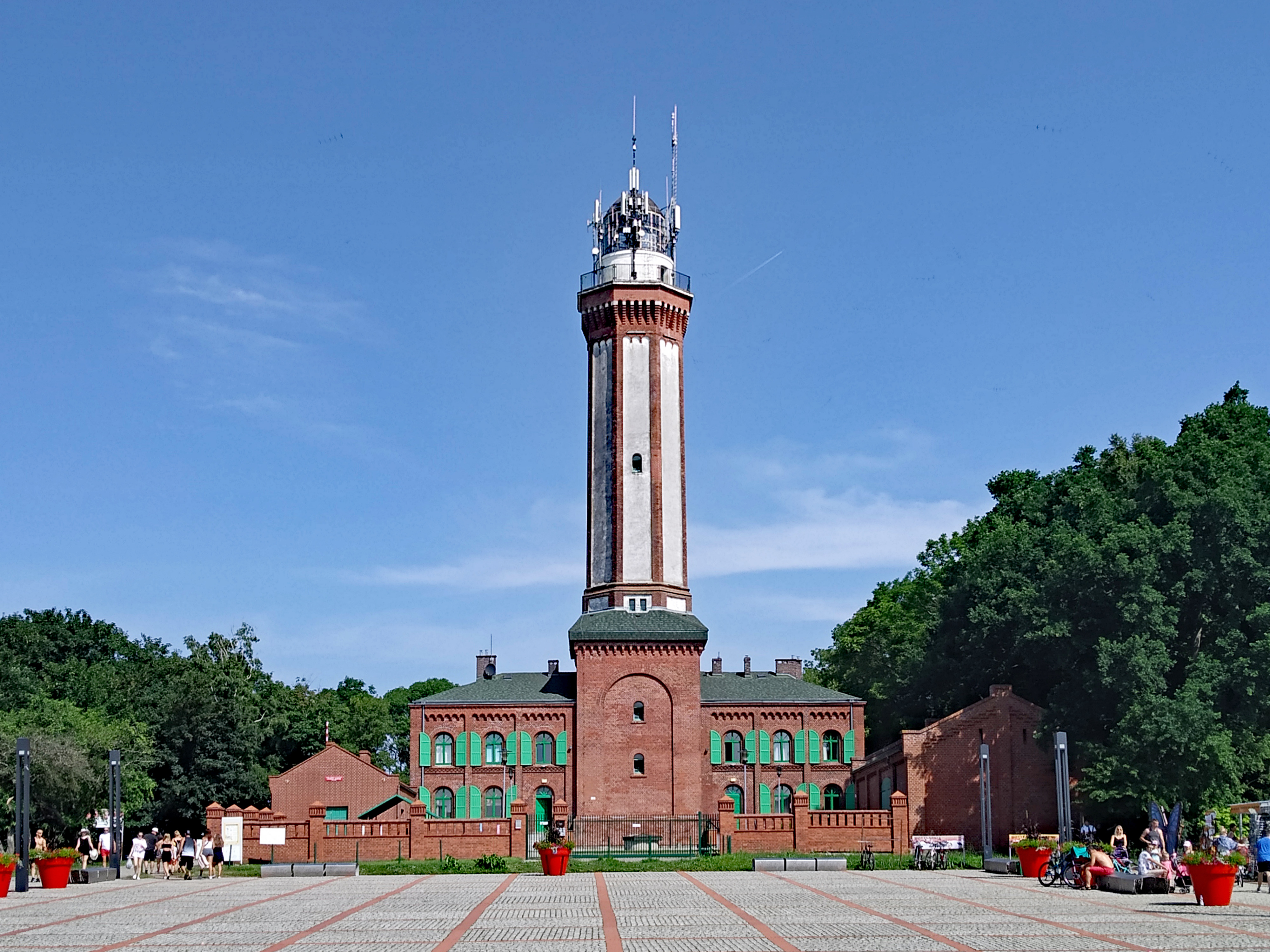
Niechorze – Latarnia Morska
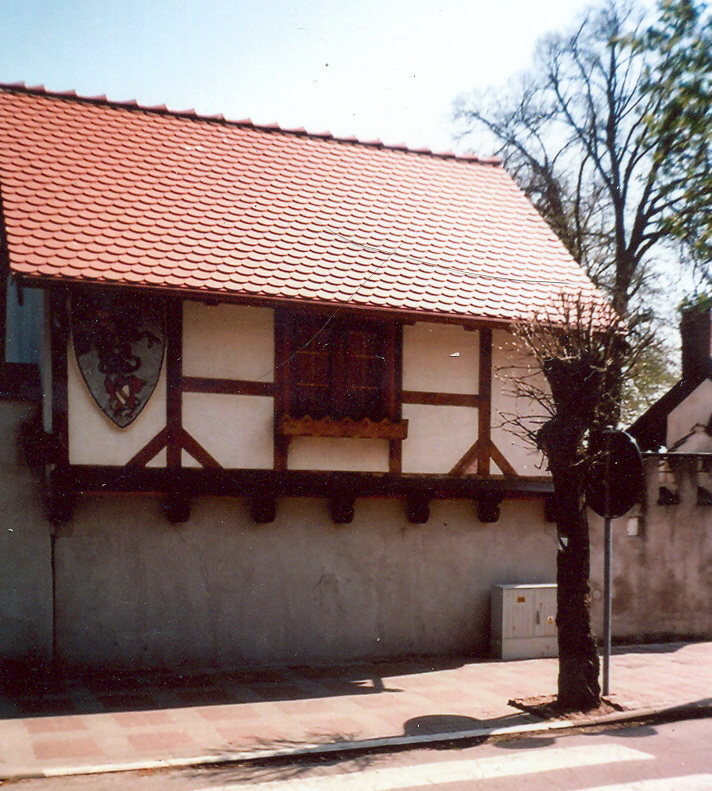
Niechorze – zabytkowy dom rybacki na rynku
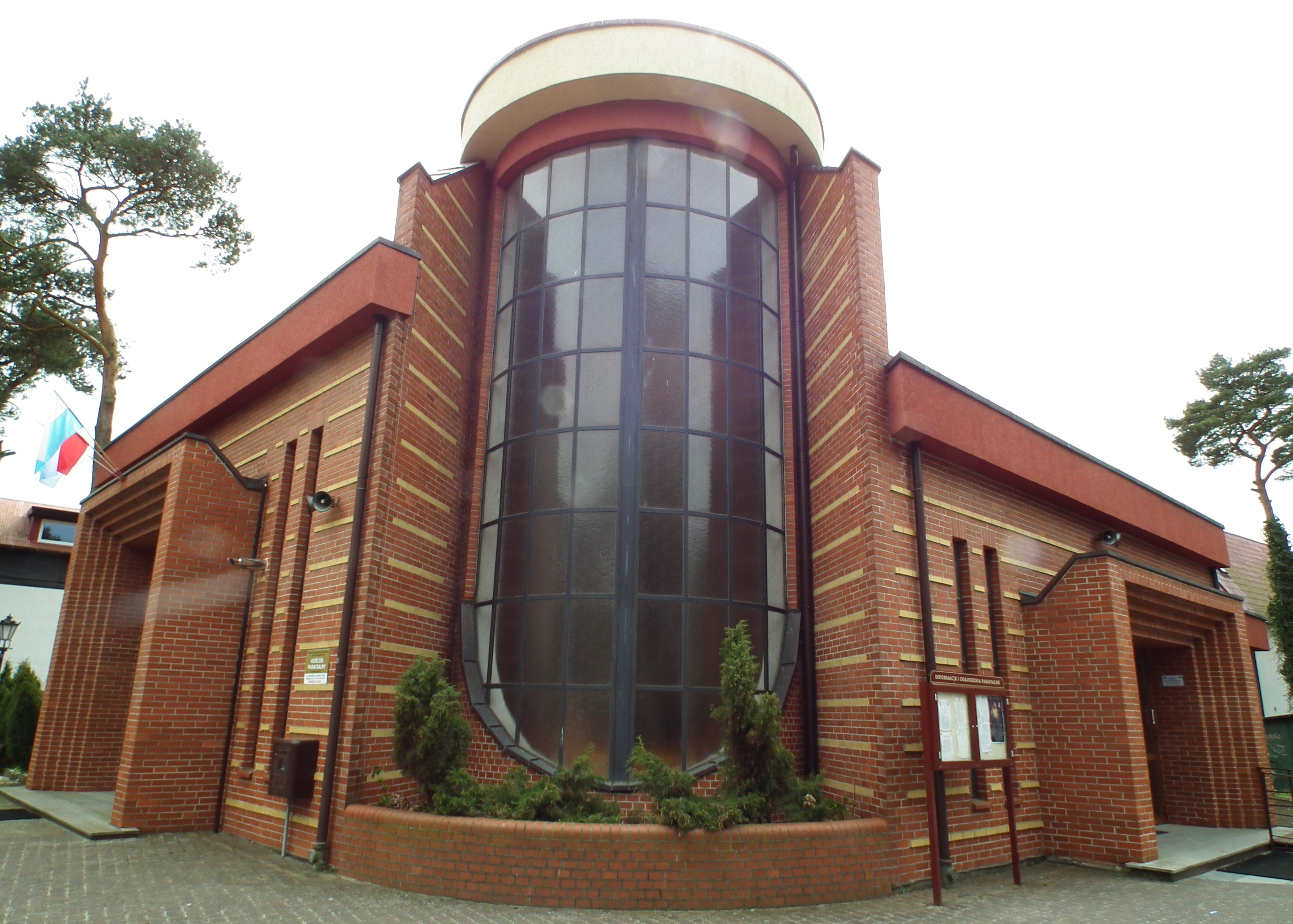
Niechorze - kościół pw. św. Stanisława Biskupa Męczennika
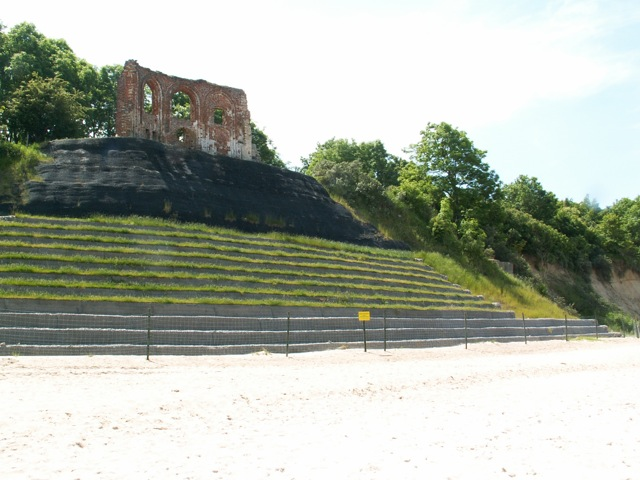
Trzęsacz – ruiny kościoła na klifie
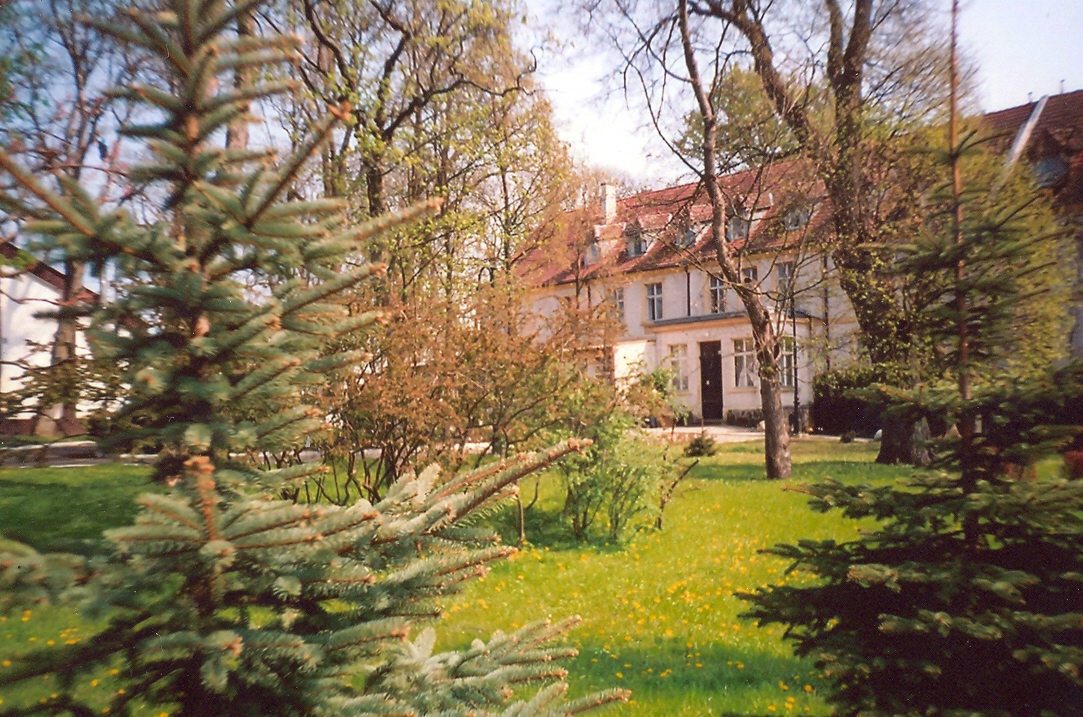
Trzęsacz – zespół pałacowo–folwarczny
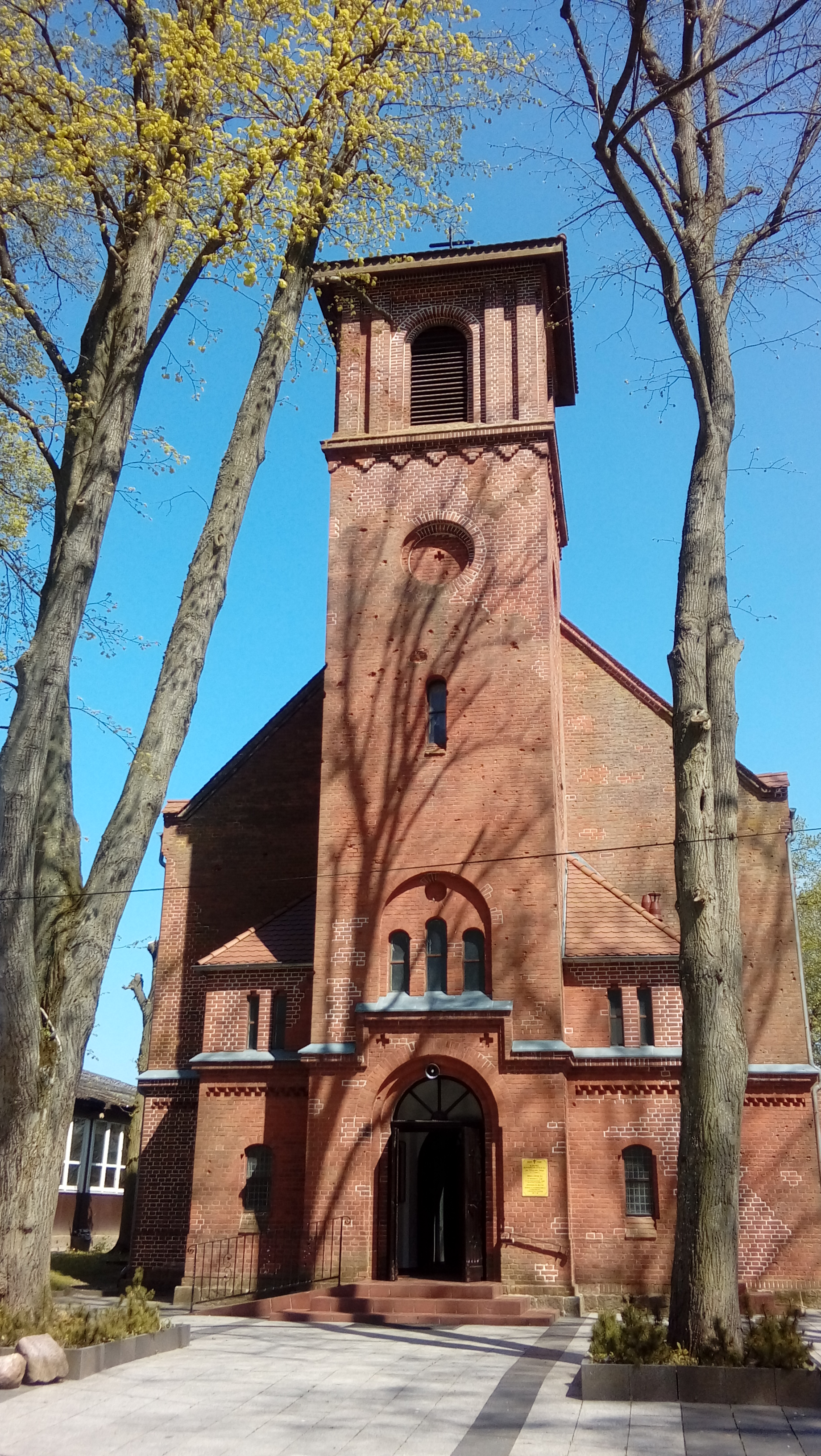
Trzęsacz - kościół pw. Miłosierdzia Bożego
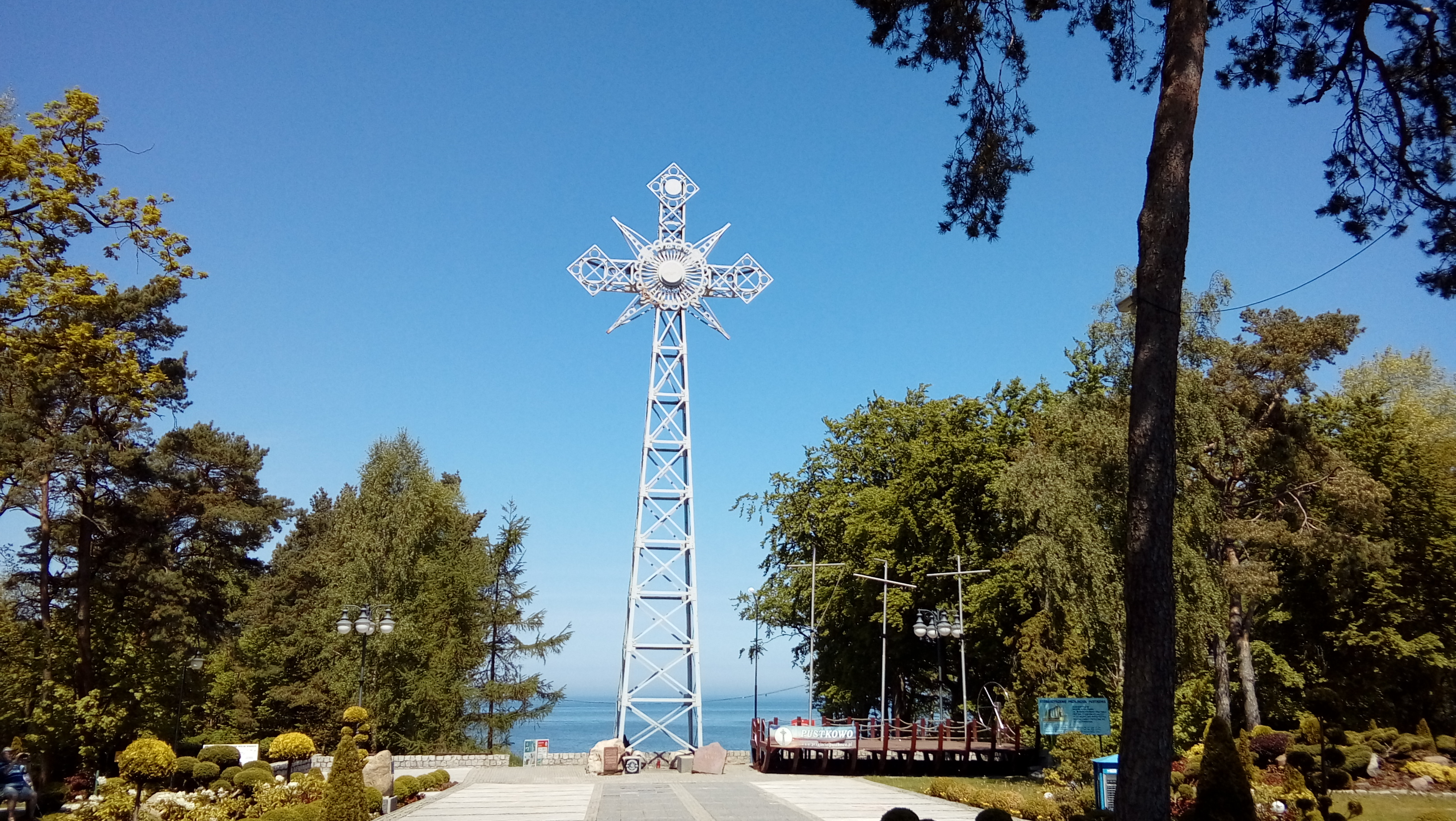
Pustkowo - Bałtycki Krzyż Nadziei
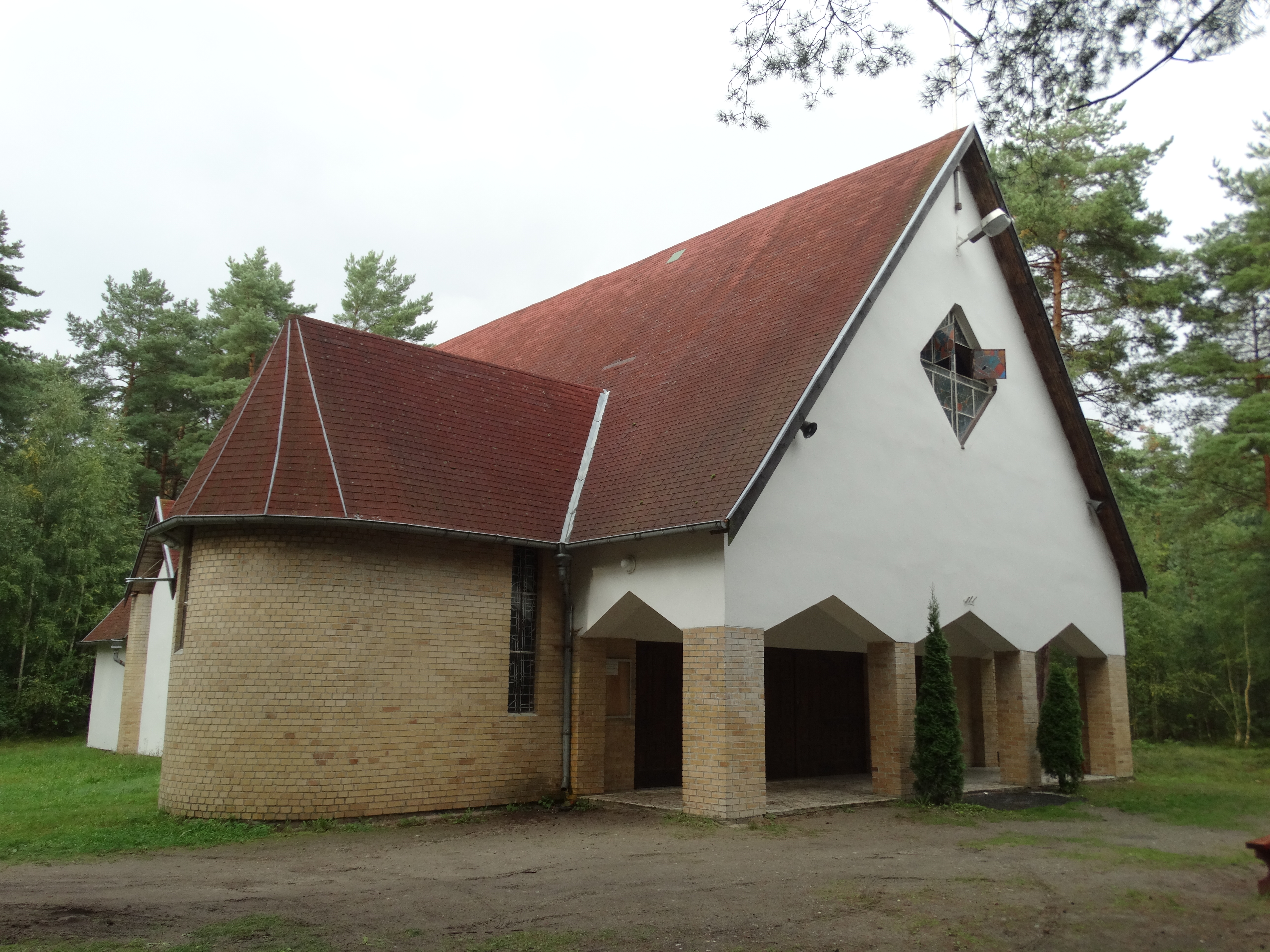
Pogorzelica - kościół filialny pw. Wniebowzięcia NMP
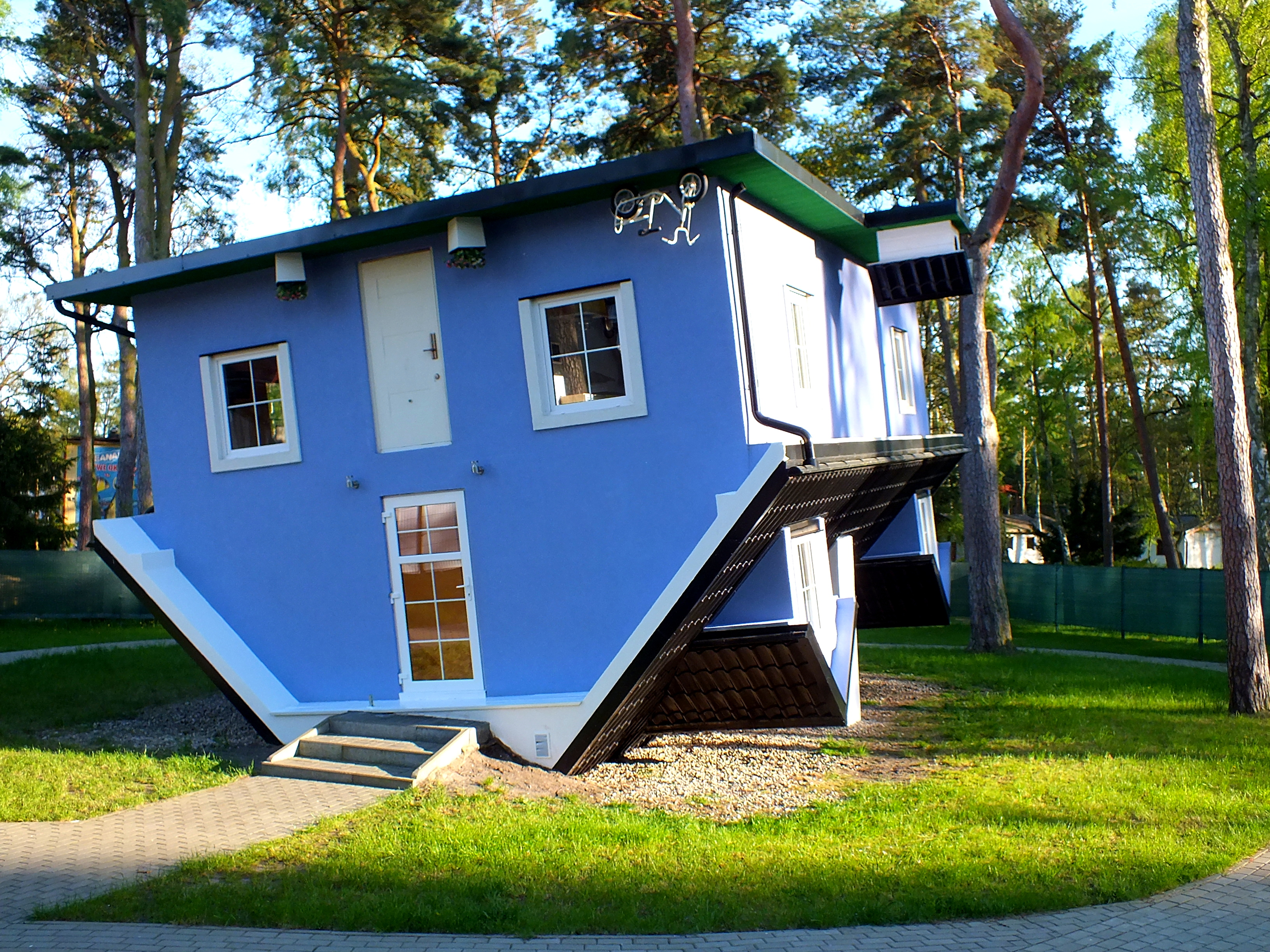
Pobierowo - Magiczny Domek
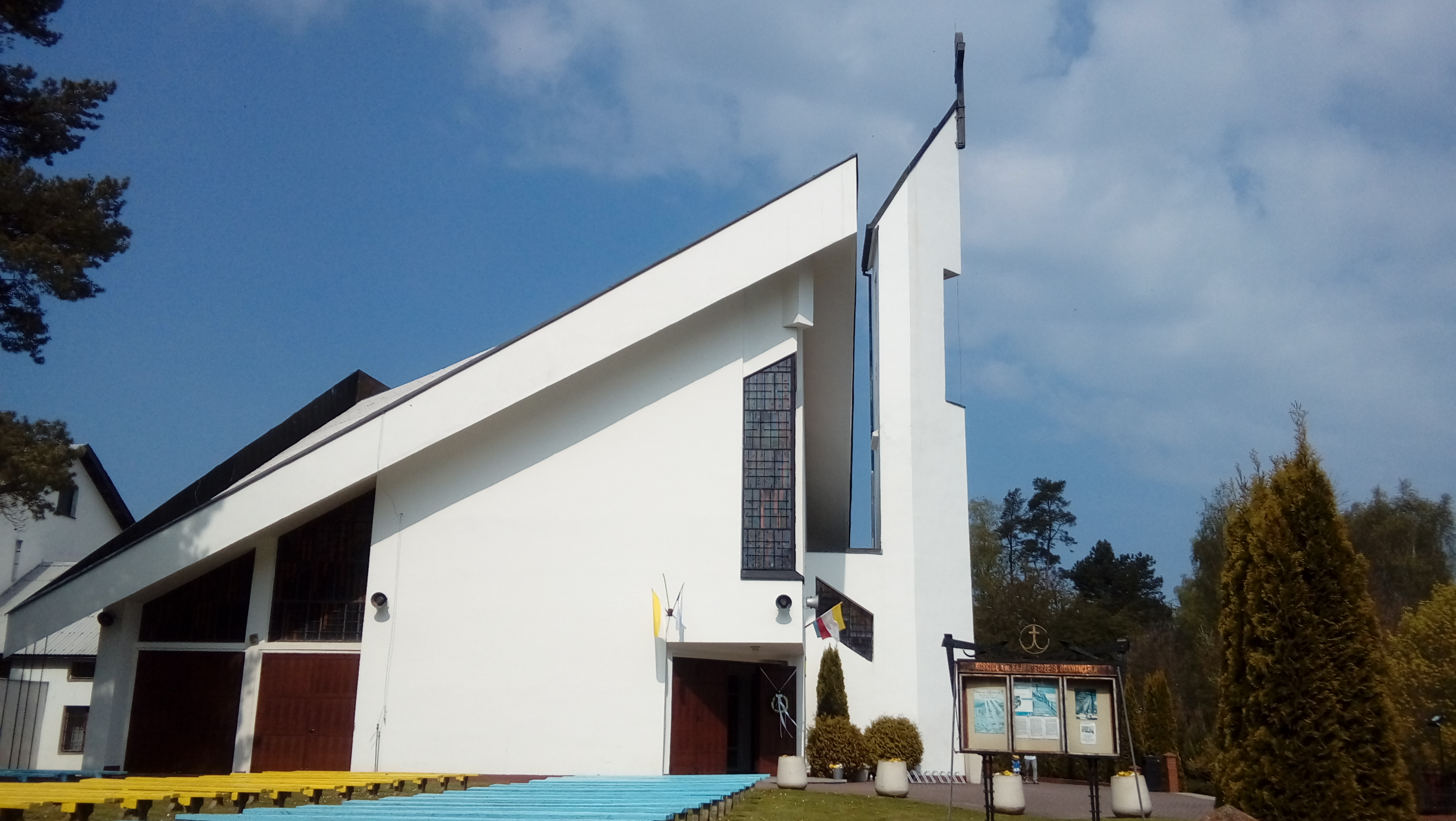
Pobierowo - kościół pw. Najświętszego Odkupiciela
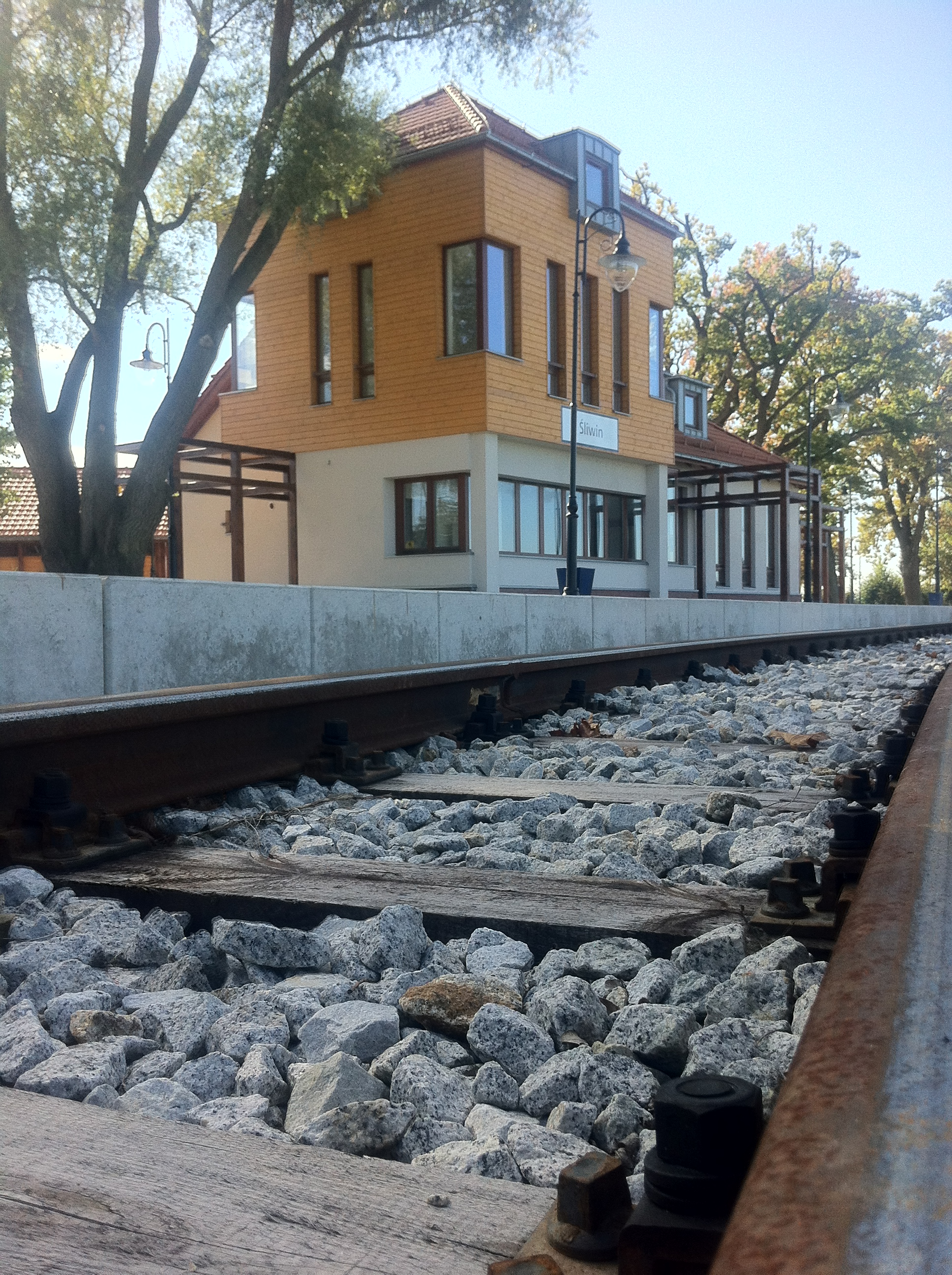
Śliwin – stacja wąskotorówki
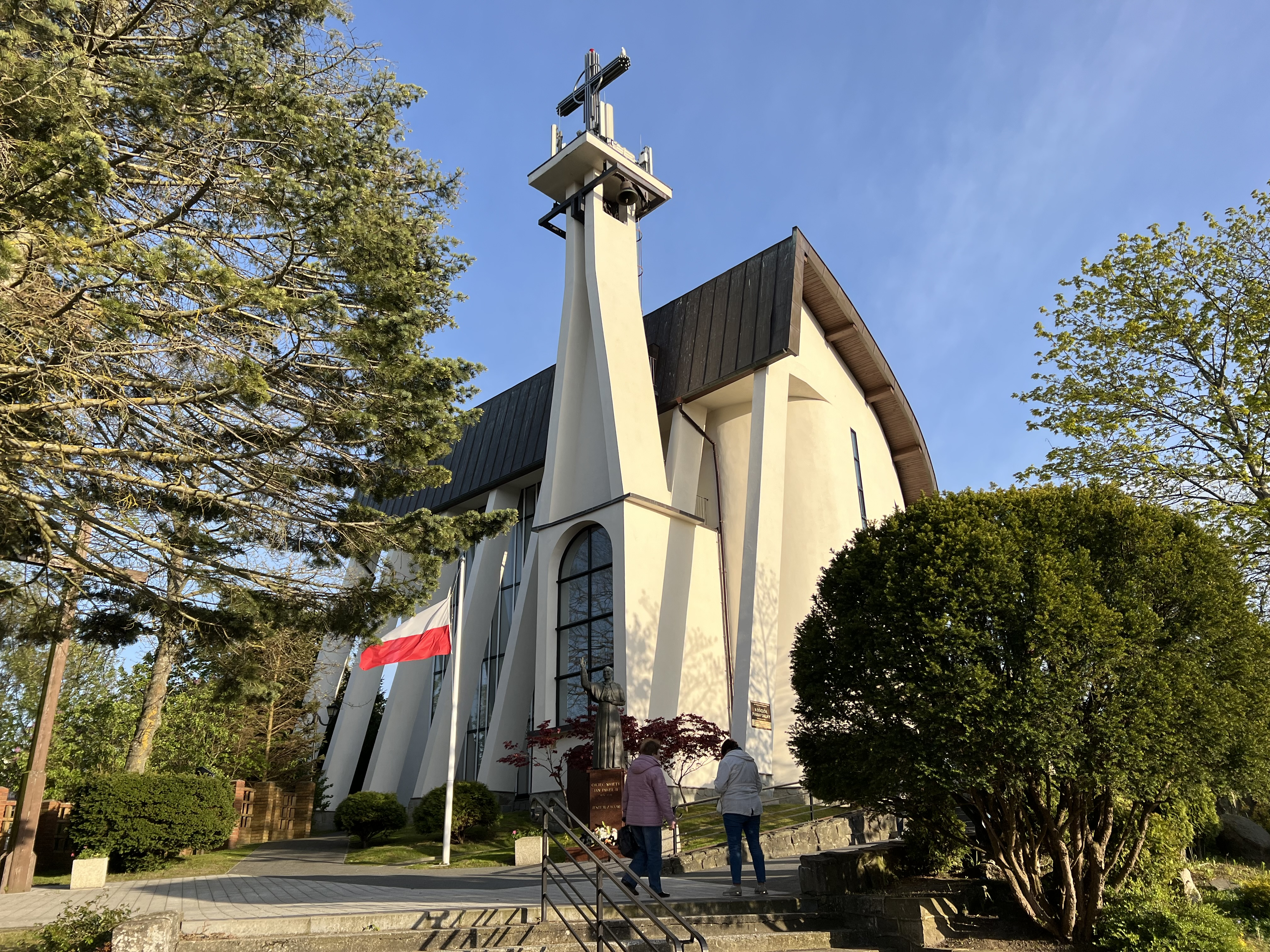
Rewal - kościół pw. Najświętszego Zbawiciela